# Hendrik Leendert Starre

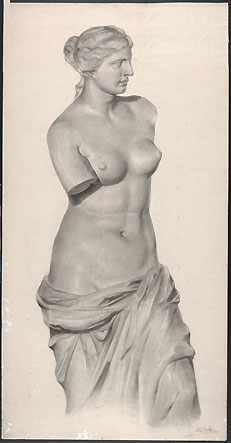
Tekenwerk uit zijn periode aan de academie.

Hendrik Leendert (Henk) Starre (Rotterdam, 13 september 1914 - Ommoord, 25 oktober 2016) was een Nederlandse kunstschilder die werkte en woonde in Rotterdam.

## Opleiding en werk
Starre bezocht eerst de ambachtsschool en werkte vervolgens als schilder-decorateur. Hij begon de avondopleiding aan de Rotterdamse Kunstacademie, nu Willem de Kooning Academie geheten, op 17-jarige leeftijd in 1931 en behaalde zijn getuigschrift in 1936, toen hij 22 jaar oud was. Hij werkte vervolgens onder meer als zelfstandig ondernemer, schilder, decorateur en docent tekenen aan de middelbare school. Stijlkenmerken van Starre's werk zijn onder meer: impressionisme en figuratief. Hij nam als onderwerpen landschappen, stadsgezichten, havengezichten, portretten, boerderijen en bosgezichten.
Starre overleed in 2016 op 102-jarige leeftijd.